# Нематалозы
Нематалозы (лат. Nematalosa) — род лучепёрых рыб из семейства сельдевых (Clupeidae). Широко распространены в Индо-Тихоокеанской области. Максимальная длина тела у представителей разных видов варьирует от 15,2 до 48 см. Представители большинства видов — морские рыбы, но могут заходить в солоноватую и пресную воду. Несколько чисто пресноводных видов. Фильтраторы.

## Описание
Тело сжато с боков, относительно высокое, его высота составляет от 32 до 47 % стандартной длины тела. Вдоль всей средней линии брюха тянется киль из приострённых чешуй. Рот конечный или полунижний. Рыло закруглённое, немного выступает вперёд. Верхушка верхней челюсти расширена и загибается вниз. Одна небольшая надчелюстная кость. Предчелюстные кости короткие. Нижняя челюсть короткая, её края расширены. Многочисленные жаберные тычинки мелкие, у некоторых видов на нижней части первой жаберной дуги до 500 жаберных тычинок. Длина тычинок в два раза меньше длины жаберных лепестков. Последний луч спинного плавника удлинённый. Анальный плавник короче длины головы, с 17—26 мягкими лучами. Чешуйки перед спинным плавником образуют два ряда и перекрывают одна другую посередине. Тело покрыто относительно мелкой циклоидной чешуёй. Задние края чешуй не зазубрены. У некоторых видов на боках тела есть одно или несколько тёмных пятен.

## Классификация
В составе рода выделяют 11 видов:
- Nematalosa arabica Regan, 1917 — Арабская нематалоза
- Nematalosa come (Richardson, 1846) — Западнотихоокеанская нематалоза
- Nematalosa erebi (Günther, 1868) — Австралийская нематалоза
- Nematalosa flyensis Wongratana, 1983 — Новогвинейская нематалоза
- Nematalosa galatheae G. J. Nelson & Rothman, 1973 — Индокитайская нематалоза
- Nematalosa japonica Regan, 1917 — Японская нематалоза
- Nematalosa nasus (Bloch, 1795) — Носатая нематалоза
- Nematalosa papuensis (Munro, 1964) — Папуанская нематалоза
- Nematalosa persara Nelson & McCarthy, 1995
- Nematalosa resticularia Nelson & McCarthy, 1995
- Nematalosa vlaminghi (Munro, 1956) — Западноавстралийская нематалоза